# Stugutjärnen (Siljansnäs socken, Dalarna)
Stugutjärnen är en sjö i Leksands kommun i Dalarna och ingår i Dalälvens huvudavrinningsområde.